# Acrolophitus nevadensis
Acrolophitus nevadensis är en insektsart som först beskrevs av Thomas, C. 1873.  Acrolophitus nevadensis ingår i släktet Acrolophitus och familjen gräshoppor. Inga underarter finns listade i Catalogue of Life.